# Port-Louis (district)
Pour les articles homonymes, voir Port-Louis.
Port-Louis (en anglais : Port Louis ; en créole mauricien : Porlwi) est un district de l'île Maurice. Son chef-lieu est Port-Louis, la capitale du pays, qui couvre tout le district. 

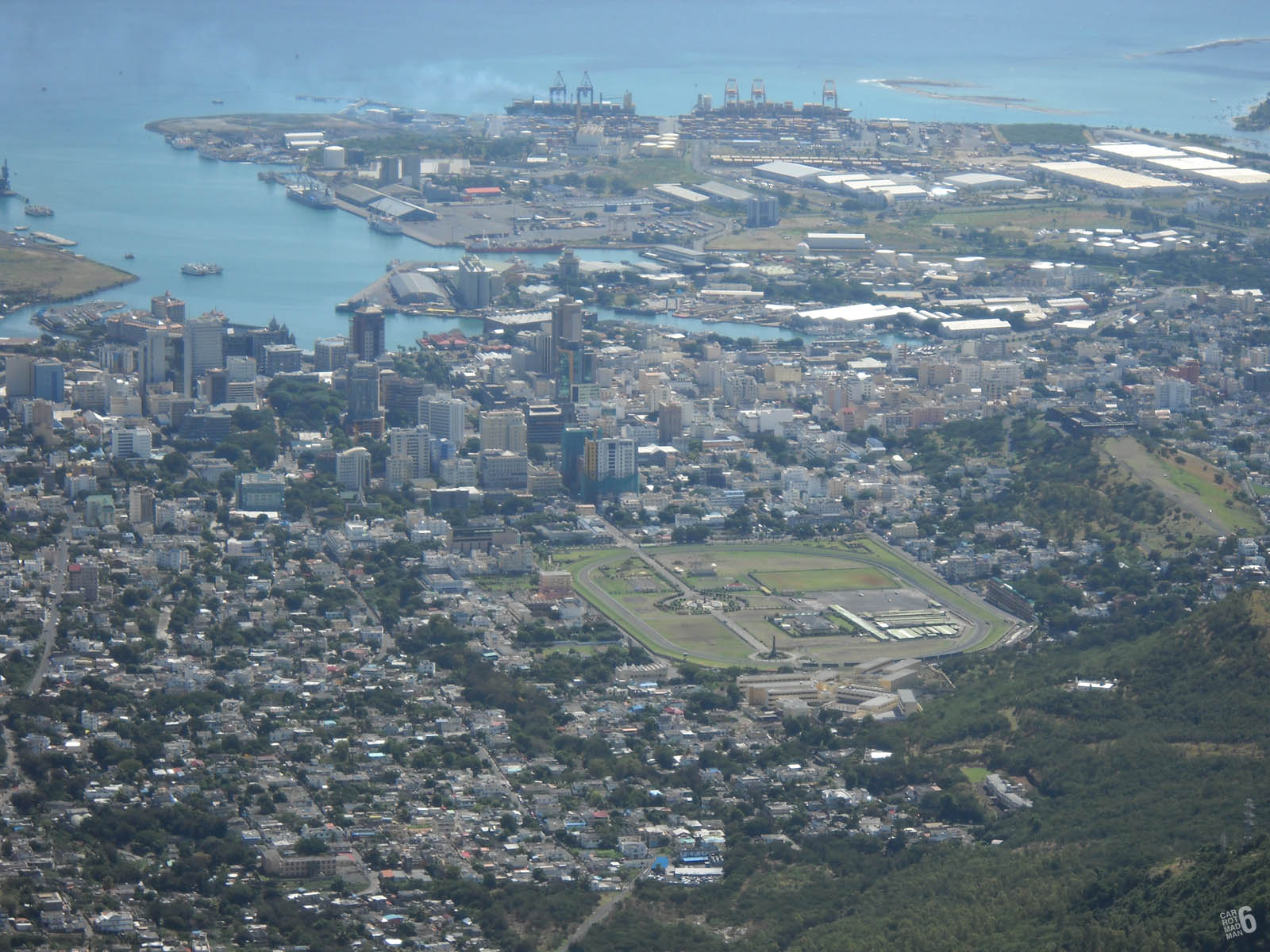
Port Louis et son port

Le district s'étend sur 42,7 km2 et rassemblait une population de 127 454 habitants au 31 décembre 2012. C'est le plus petit district du pays mais celui qui a la plus grande densité démographique (2 984 hab./km2).

## Lieux remarquables
- Aapravasi Ghat, site classé patrimoine mondial par l’UNESCO.